# Tando Allahyar

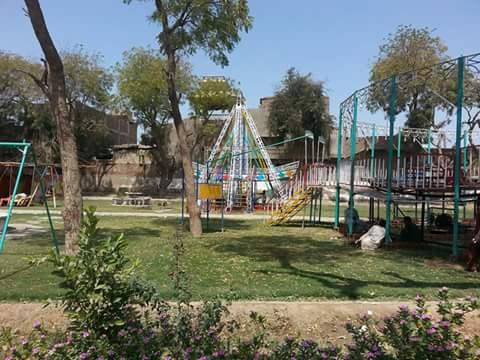
Parc infantil situat a Tando Allahyar.

Tando Allahyar (Urdú: ٹنڈو اللہ یار, Sindhi: ٽنڊو الهيار) és una ciutat del Sind (Pakistan), capital del districte de Tando Allahyar. Té uns 309.000 habitants (2006).
La ciutat té el seu origen en un fort construït el 1709 per Mir Allahyar Khan de la dinastia Talpur, a uns 3 km del centre de la moderna ciutat, conegut actualment com a Kacho Qilo. S'hi va establir molta gent a la rodalia buscant la seguretat del fort i es va originar la ciutat que fou coneguda com a Allahyar Jo Tando (Vila d'Allahyar). Sota domini britànic, a partir de 1864 fou capital d'una taluka amb el mateix nom a la província de Sind, presidència de Bombai; el 1881 tenia 3.898 habitants. El 1861 la línia de ferrocarril de Kotri a Karachi va desviar el trànsit comercial, però el 1906 es va obrir una estació de tren i el comerç es va reprendre. El nom fou canviat a Tando Allahyar. El 1933 es va construir un canal de reg i va esdevenir un centre agrícola. La població hindú va emigrar el 1947. El 30% de la població són emigrants musulmans que van venir de l'Índia.
El 4 d'abril de 2005 fou erigida capital d'un districte segregat del districte d'Hyderabad.